# Farias Brito (kommun)
Farias Brito är en kommun i Brasilien.   Den ligger i delstaten Ceará, i den östra delen av landet, 1 300 km nordost om huvudstaden Brasília. Antalet invånare är 19 007.
Följande samhällen finns i Farias Brito:
- Farias Brito

Omgivningarna runt Farias Brito är huvudsakligen savann. Runt Farias Brito är det ganska glesbefolkat, med 40 invånare per kvadratkilometer.